# فارست سیتی (فلوریدا)
فارست سیتی (به انگلیسی: Forest City) یک منطقهٔ مسکونی در ایالات متحده آمریکا است که در شهرستان سمینول، فلوریدا واقع شده‌است. فارست سیتی ۱۲٫۸ کیلومتر مربع مساحت و ۱۲٬۶۱۲ نفر جمعیت دارد و ۲۹ متر بالاتر از سطح دریا واقع شده‌است.